# Sybille Schönberger
Sybille Schönberger (* 1977 in Frankfurt am Main als Sybille Milde) ist eine deutsche Köchin.

## Leben und Wirken
Sybille Schönberger wuchs in Bad Vilbel auf. Sie besuchte ab 1994 zunächst eine Fachoberschule für Wirtschaft und Verwaltung und begann 1995 mit einer Lehre als Köchin im „Arabella Congress Hotel“ in Frankfurt am Main. Ab 1998 arbeitete sie im Kempinski-Hotel in Gravenbruch zunächst als Commis de Cuisine und ab 2000 als Chef de Partie.
2001 wurde Schönberger Chef de Partie im Restaurant „Hessler“ in Maintal, das seit 1979 ununterbrochen mit einem Michelin-Stern ausgezeichnet war. 2004 wurde sie Küchenchefin. Unter ihrer Leitung erhielt das Restaurant 2005 erneut den Michelin-Stern.
Schönberger wurde in mehreren Zeitschriften wie dem Manager Magazin und der Cosmopolitan porträtiert und trat als Köchin in Fernsehsendungen wie Johannes B. Kerner (ZDF), Lanz kocht! (ZDF), der Kocharena (VOX) und daheim & unterwegs (WDR) auf sowie als Showköchin an Bord des Kreuzfahrtschiffes Albatros in der Doku-Serie Verrückt nach Meer (ARD). In der Küchenschlacht (ZDF) und bei MasterChef (Sky 1) war sie als Jurorin tätig.
Sybille Schönberger heiratete 2006 den Koch Daniel Schönberger und ist Mutter von zwei Söhnen.

## Schriften
- mit Ludwig Hessler: Das Spargel-Cartoon-Kochbuch. Cartoons von Günter Henrich. Naumann, Nidderau 2005, ISBN 3-936622-59-0.
- Kochen gegen Krebs Lust auf Leben. 99pages, Hamburg 2014, ISBN 978-3-942518-25-3
- mit Vincent Klink: Regionale Genüsse. Die besten Rezepte der ARD-Buffet-Köchinnen und Köche. Gräfe und Unzer, München 2021, ISBN 978-3-8338-7955-5.